# (7369) Gavrilin
(7369) Gavrilin (1975 AN) – planetoida z grupy przecinających orbitę Marsa okrążająca Słońce w ciągu 3,65 lat w średniej odległości 2,37 j.a. Odkryta 13 stycznia 1975 roku.
W 2008 roku poinformowano o odkryciu naturalnego satelity tej planetoidy.